# Cynognathus
Cynognathus is een monotypisch geslacht van uitgestorven Cynodontia en de enige vertegenwoordiger van de familie Cynognathidae. De enige soort Cynognathus crateronotus leefde tijdens het Vroeg-Trias in zuidelijk Afrika, Antarctica en Zuid-Amerika. Cynognathus leek net als de meeste soorten uit de onderorde Cynodontia sterk op een zoogdier.

## Vondst en naamgeving
Cynognathus crateronotus werd in 1894 benoemd door de Britse paleontoloog Harry Govier Seeley. Veel bronnen geven het jaartal als 1895 maar al eerder was een abstract gepubliceerd waarin vier soorten van het geslacht benoemd werden. In 1895 volgde de publicatie van een uitgebreider artikel dat ervan uitging dat de soorten al benoemd waren. Seeley had de fossielen zelf in 1889 opgegraven tijdens een bezoek aan Zuid-Afrika in 1898 en 1889, op een helling vlak bij Lady Frere in Transkei. Alfred Brown had daar al eerder een tand gevonden.
De typesoort is Cynognathus crateronotus. Seeley gaf geen etymologie van de namen. Algemeen wordt aangenomen dat de geslachtsnaam een combinatie is van het Grieks kyoon, 'hond' en gnathos, 'kaak'. De soortaanduiding kan zoiets als 'kom-oor' betekenen.
Het holotype is BMNH R2571, bestaande uit een schedel met fragmenten van het postcraniaal skelet. Losse botten op de vindplaats aangetroffen werden onder voorbehoud aan de soort toegewezen. De botten werden gevonden in een laag van de Burgersdorpformatie.
De snuit van een kleinere schedel, specimen BMNH R 3580, werd benoemd als de soort Cynognathus Berryi. De soortaanduiding eert James Berry, die hielp bij de opgravingen. Een volgende soort was Cynognathus platyceps, de 'platkaak. Deze was gebaseerd op specimen Albany Museum 460, een schedel door de natuurvorser Daniel Rossouw Kannemeyer opgegraven aan de Wonderboomspruit. De laatste soort was Cynognathus leptorhinus, de 'slankneus'. Al deze taxa worden tegenwoordig beschouwd als jongere synoniemen van C. crateronotus.
Fossielen van de soort zijn ook benoemd als aparte geslachten of soorten van al bestaande geslachten. In 1903 benoemde Robert Broom een Karoomys browni, 'Browns muis uit de Karoo', gebaseerd op specimen SAM 5870, een onderkaak. In 1912 benoemde Broom een nieuwe soort van Nythosaurus: Nythosaurus browni, gebaseerd op specimen BP 5872, een schedel. In 1913 benoemde Broom een Lycognathus ferox, de 'woeste wolfkaak', gebaseerd op specimen AMNH 5538, een schedel gevonden bij Winnaarsbaken. In hetzelfde jaar benoemde hij Cynognathus seeleyi, gebaseerd op een schedel gevonden in Transkei. In 1915 hernoemde hij dit tot Lycochampsa, de 'wolfkrokodil'. In 1931 benoemde Broom een Lycaenognathus kannemeyeri, 'Kannemeyers wolvinkaak', gebaseerd op specimen Albany Museum 2190, een schedel gevonden bij Burgersdorp. In 1932 maakte Broom van C. platyceps een geslacht Cynogomphius, de 'hondenkies'. In 1922 benoemde Sidney Henry Haughton het geslacht Cynidiognathus, 'puppykaak', met als soort Cynidiognathus longiceps, de 'langkaak', gebaseerd op specimen SAM 6224, een schedel gevonden bij Vaalbank en als tweede soort Cynidiognathus broomi gebaseerd op specimen SAM 1056, een schedel gevonden bij Kraaipoort. In 1935 benoemde Ferdinand Broili in dit geslacht nog een Cynidiognathus merenskyi waarvan de soortaanduiding Alexander Merensky eert. In 1936 hernoemde Broili C. seeleyi tot Cynariognathus seeleyi. In 1953 benoemden A.S. Brink en James William Kitching een Cistecynodon parvus, de 'kleine dooscynodontiër', gebaseerd op specimen RC 318, een schedel met onderkaken gevonden op de boerderij Luiperdskop.
In 2012 werd een totaal van 109 specimina van Cynognathus gemeld uit de Zuid-Afrikaanse verzamelingen.
Een speciaal geval is Cynognathus minor, door José Fernando Bonaparte benoemd in 1969 op basis van holotype PVL 3859, een skelet gevonden in Argentinië.

## Beschrijving

### Grootte en onderscheidende kenmerken
Cynognathus was honderd tot honderdvijfenzeventig centimeter lang en had een krachtige staart en korte poten die onder het lichaam stonden. Het gewicht wordt geschat op vijftig tot zeventig kilogram.

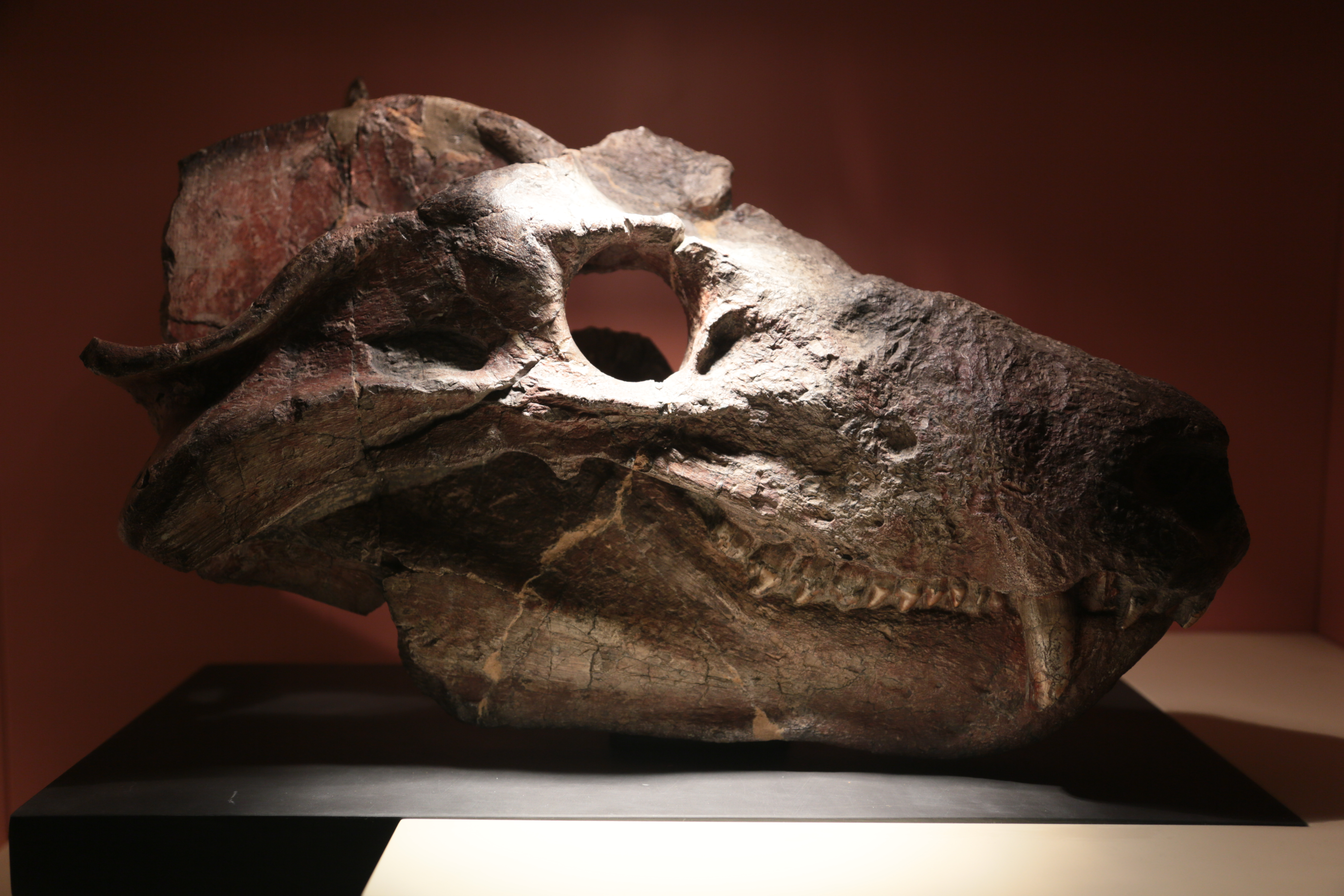
De postcanine tanden hebben naar achteren gebogen tandspitsen

Pas in 2018 werd van Cynognathus crateronotus een diagnose gegeven. De tanden achter de hoektanden van bovenkaak en onderkaak zijn lemmetvormig. De postcanine tanden achter de hoektanden van bovenkaak en onderkaak hebben tot vier knobbels, van voor naar achter geplaatst op de middellijn van de tand. Het hoofdspits vormt het grootste deel van de tandkroon, is sterk naar achteren gekromd en heeft grote kartelingen op beide snijranden die naar de basis toe in omvang toenemen. Vóór het spits staat een enkele kleinere knobbel en erachter twee relatief grote gekartelde knobbels. De beenbalk achter de oogkas is horizontaal zeer lang, waarbij het postorbitale het squamosum raakt. De schedel is in bovenaanzicht driehoekig waarbij de randen achter de tandrijen een rechte lijn vormen. Het achterhoofd vormt een rechte lijn in bovenaanzicht en is vrijwel verticaal georiënteerd. De slaapvensters zijn driehoekig in bovenaanzicht en maken een kwart van de schedellengte uit.

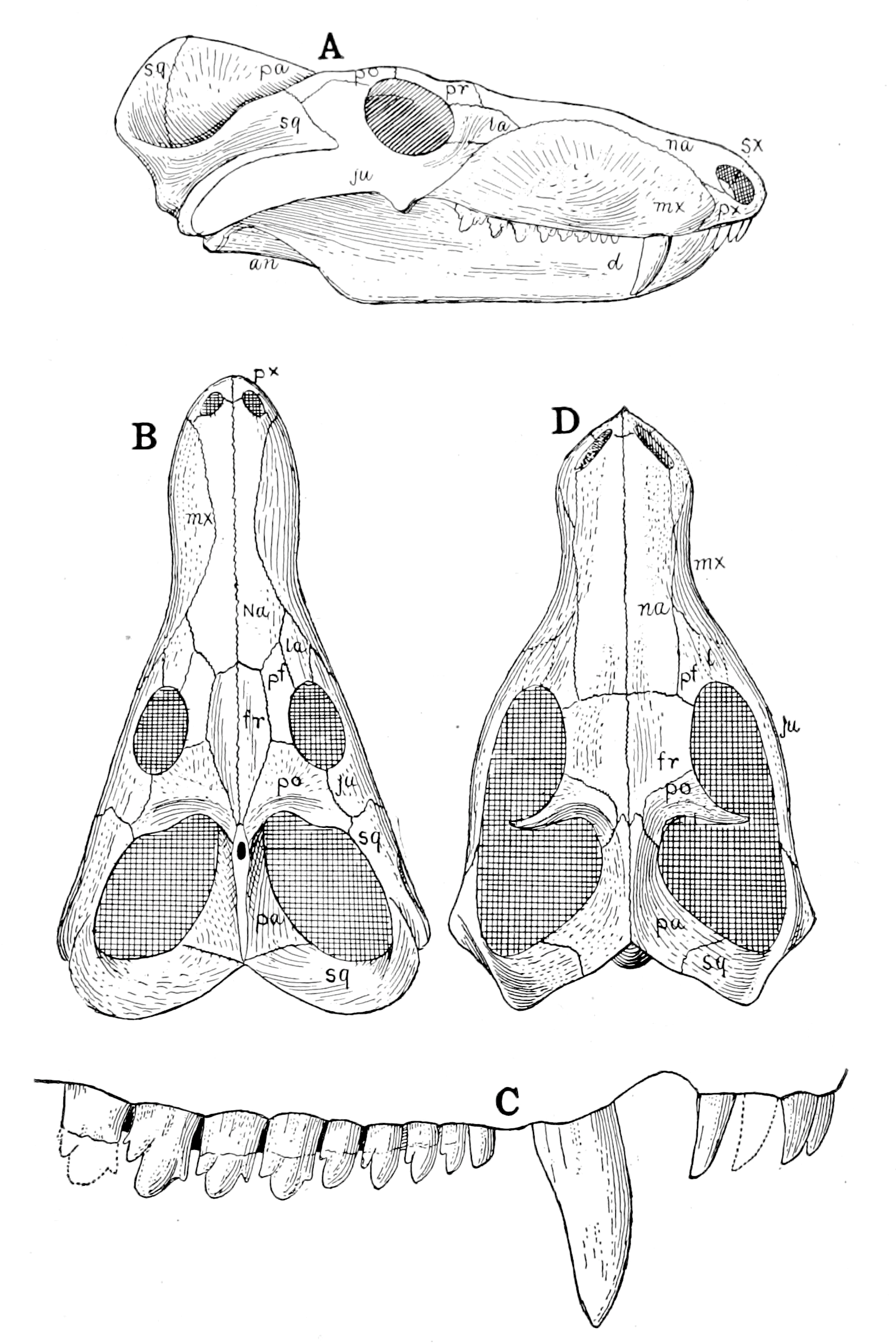
Diagram van de schedel, vergeleken met die van Bauria (D)

In 2018 werd geconstateerd dat het postcraniaal skelet zeer lastig te onderscheiden was van dat van Diademodon, ook omdat weinig schedels in verband met zo'n skelet gevonden zijn. Er werden echter twee unieke kenmerken van Cynognathus geopperd. Althans bij grote individuen vormt de trochanter minor van het dijbeen een lage richel. Althans bij grote individuen ontbreekt een doorboring van de beenstijl naar de buitenste onderste gewrichtsknobbel van het opperarmbeen.

### Skelet
De kop van Cynognathus was hondachtig met tanden die reeds waren gedifferentieerd tot snij- en hoektanden, net als bij zoogdieren. Bij de grootste exemplaren heeft de schedel een lengte van veertig centimeter. Aan de hondachtige schedel dankt Cynognathus zijn naam, want 'cyno/kuoon' betekent 'hond' en 'gnathus' betekent 'kaak'. Prominente uitsteeksels op de onderkaak maakten de aanhechting van grote kaakspieren mogelijk, waardoor Cynognathus een enorme bijtkracht moet hebben gehad. Dat wordt ook bevestigd door de hoge jukbeenboog die een groot slaapvenster begrensde dat ruimte bood aan een sterke musculus temporalis. De boog is bovenaan op het buitenvlak sterk ingekeept door een horizontale trog voor de musculus masseter internus. Die hechtte weer aan de processus coronoides van de onderkaak die aan de buitenzijde uitgehold was door een enorme fossa masseterica. Meer vooraan vormt de jukbeenboog een richel voor de musculus masseter superficialis. De onderkaak kon wijd opengesperd worden. Daarbij articuleerde de kaak nog steeds op het articulare.
De hoektanden zijn erg lang. Daarachter staan in een bolle kaakrand minstens negen postcanine tanden met een teruggebogen spits, geflankeerd door scherpe kleinere punten. Een dergelijk gebit is nuttig om vlees te verscheuren. De postcanine tanden nemen naar achteren in grootte toe.
Het brede achterhoofd duidt op een stevige gespierde nek die wat gebogen moet zijn gehouden aangezien de gepaarde achterhoofdsknobbels vrijwel recht naar beneden gericht zijn. Het om de lengteas gewrongen opperarmbeen laat zien dat de voorpoten nog vrij sterk gespreid werden gehouden. De achterpoten stonden rechter onder het lichaam.

### Aanpassingen aan warmbloedigheid

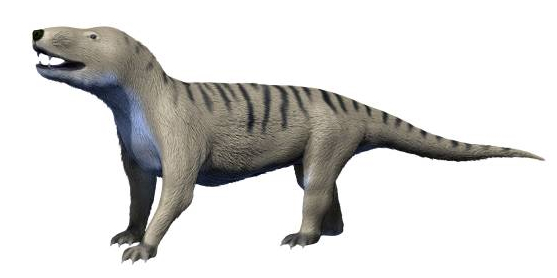
Cynognathus was waarschijnlijk behaard

Therapsida tonen al meteen tekenen van een verhoogde stofwisseling, gepaard gaande aan een regulering van de lichaamstemperatuur. Voor kleinere vormen is dan een vacht uiterst nuttig om energieverlies te voorkomen. Kurt Turnovsky heeft in de jaren vijftig de gedachte populair gemaakt dat Cynognathus een van de eerste warmbloedige en behaarde soorten was. Tegenwoordig wordt begrepen dat de ontwikkeling naar warmbloedigheid al veel eerder ingezet moet zijn. Bij Cynognathus zijn de aanwijzingen voor endothermie erg duidelijk. Kanaaltjes in het neusbeen wijzen op de aanwezigheid van bloedvaten en zenuwen. Bij zoogdieren hangt de aanwezigheid van zulke structuren op die plaats samen met de aanwezigheid van snorharen. Snorharen zijn gespecialiseerde haren en zullen dan ook alleen bij een min of meer algehele beharing voorkomen. Cynognathus was ook in het bezit van een volledig gesloten secundair benig verhemelte dat de neusholte van de mondholte scheidt, waardoor Cynognathus tegelijkertijd kon eten en ademen. De hoge stofwisseling maakte een continue goede zuurstofvoorziening wenselijk. De vermoedelijke afwezigheid van buikribben suggereert de aanwezigheid van een middenrif, een belangrijke ademhalingsspier bij zoogdieren.

## Fylogenie
Seeley plaatste in 1894/1895 Cynognathus in de Cynodontia en daarbinnen in een eigen familie Cynognathidae. Nu de veelheid aan soorten en geslachten benoemd op basis van materiaal van C. crateronotus daar weer bij onder is gebracht, blijft Cynognathus zelf als enige eenduidige vorm in de Cynognathidae over, welk begrip dan uit fylogenetisch oogpunt overbodig is.
Cynognathus heeft ook zijn naam gegeven aan een ruimere klade in de Eucynodontia: de Cynognathia.

## Habitat

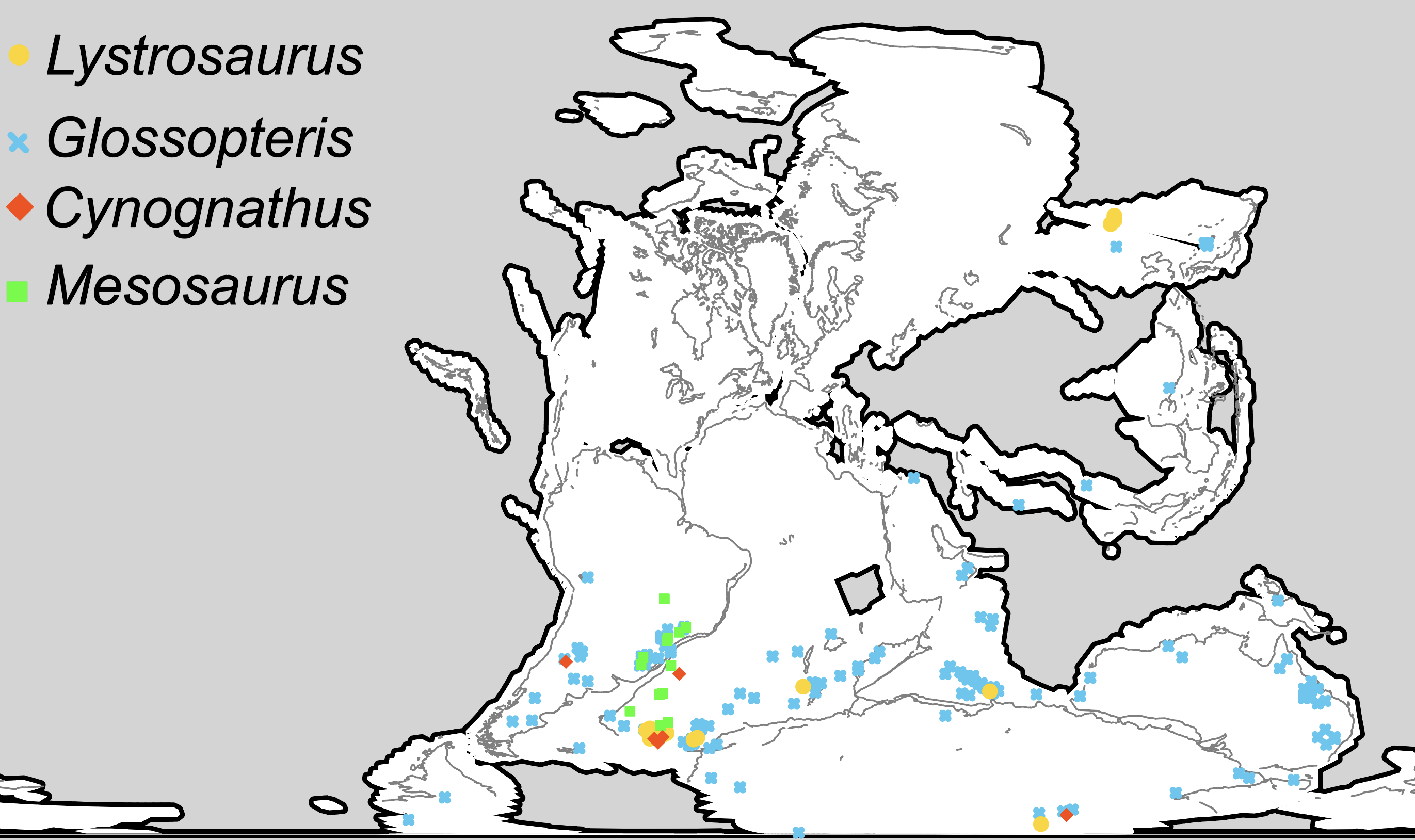
Rode ruiten geven de vindplaatsen van Cynognathus aan in Pangea

Fossielen van Cynognathus zijn gevonden in de Cynognathus-faunazone van de Burgersdorp-formatie (Beaufortgroep, Karoosupergroep) in Zuid-Afrika en Lesotho, de Omingonde-formatie in Namibië, de Ntawere-formatie in Zambia, het Lifua-lid van de Manda-formatie in Tanzania, de Fremouw-formatie in Antarctica en de Río Seco de la Quebrada-formatie in Argentinië. De vondsten zijn 245 tot 235 miljoen jaar oud en dateren uit de periodes Olenekien tot Anisien.
Uit het feit dat fossielen van Cynognathus zowel in zuidelijk Afrika als Argentinië als Antarctica zijn gevonden, kan afgeleid worden dat deze continenten tijdens het Trias met elkaar verbonden moeten zijn geweest. De fossiele vondsten van deze cynodont zijn dan ook een van de aanwijzingen voor het bestaan van de supercontinenten Pangea en Gondwana tijdens het Trias evenals het fenomeen van de platentektoniek.
Ook China wordt wel opgegeven als vindplaats van fossielen van Cynognathus, maar daadwerkelijke literatuur hiervoor ontbreekt. Waarschijnlijk gaat het om een verwarring met Sinognathus, een cynodont uit de familie Trirachodontidae. Van deze soort zijn fossielen gevonden in de Upper Ermaying-formatie, een formatie die ongeveer dezelfde ouderdom heeft als de assemblagezone van Cynognathus.
De vondstgebieden kenmerkten zich door een vrij warm klimaat met een nat seizoen. Met het formaat van een wolf was Cynognathus een van de grotere roofdieren van het Vroeg-Trias. Tot de mogelijke prooien van dit dier behoorden onder andere dicynodonten en rhynchosauriërs. Hoewel Cynognathus een zeer succesvol dier was, stierf het toch uit in het Midden-Trias. Waarschijnlijk hadden de ingrijpende klimaatsveranderingen hiermee te maken. Het feit dat woestijnen steeds meer de wereld gingen domineren en bossen steeds schaarser werden, werkte in het nadeel van grote warmbloedige carnivoren als Cynognathus en juist in het voordeel van de archosauriërs. Deze laatste groep dieren, waartoe onder meer de krokodilachtigen en de dinosauriërs behoren, kreeg dan ook de overhand vanaf het Midden-Trias. Cynodontia bleven ook bestaan, maar dan in de vorm van kleinere roofdieren als de chiniquodonten en de herbivore traversodonten.
Cymognathus leefde eerst in een fauna waarin veel "amfibieën" (niet-amniote Tetrapoda) voorkwamen. Later werden archosaurische roofdieren belangrijk zoals Euparkeria en Erythrosuchus. De fossielen van Cynognathus zijn echter talrijker dan die van deze grote jagers.